# Coacquannok
Coacquannok, jedno od bivših sela ili seoska banda Lenni Lenape Indijanaca. Spominje ih William Penn koji ih je 1682. pronašao na mjestu gdje stoji današnja Philadelphia, na mjestu Germantowna, Pennsylvania. 
Swanton ovo selo nema na popisu, a Sultzman ih navodi na popisu Unamija kao i njima susjednu bandu Shackamaxon, s područja Kensingtona u Philadelphiji, koja je po Swantonu pripadala Unalachtigima.